# Jared Abrahamson
Jared Abrahamson (* 19. November 1987 in Flin Flon, Manitoba) ist ein kanadischer Schauspieler, Mixed-Martial-Arts-Kämpfer im Leichtgewicht und Kickboxer des Muay Thai. Einem breiten Publikum wurde er durch die Rolle des Trevor Holden in der Fernsehserie Travelers – Die Reisenden bekannt, die er zwischen 2016 und 2018 in 34 Episoden darstellte.

## Leben
Abrahamson wurde am 19. November 1987 im Bergwerksstädtchen Flin Flon an der Grenze zu Manitoba und Saskatchewan geboren. Er hat drei Brüder und drei weitere Stiefgeschwister. Bis zu seinem 20. Lebensjahr arbeitete er in seiner Heimatstadt in Bergwerken und versuchte sich in verschiedenen Kampfkünsten. Anschließend entschied er sich dafür, Schauspieler werden zu wollen, und besuchte daher die Vancouver Film School. Zusätzlich absolvierte er in Vancouver mehrere Schauspiellehrgänge und besuchte Kurse, um seine Kenntnisse zu vertiefen. Ihn verbindet eine langjährige Freundschaft mit dem Schauspieler und Filmproduzenten Bernie Yao. Sie arbeiteten 2016 im Film Hello Destroyer zusammen.
Bevor er mit dem Schauspiel begann, versuchte sich Abrahamson als MMA-Kämpfer. Seinen ersten Amateurkampf bestritt er am 15. Dezember 2007 gegen Adam Read, den er nach technischem KO gewinnen konnte. Es folgte ein zweiter Kampf am 12. April 2008 gegen Derek Custer, den er verlor. Dennoch durfte er am 5. September 2008 seinen ersten Profikampf gegen Dan Hamilton bestreiten, den er gewann. Nach einer Niederlage in seinem zweiten Profikampf gegen John Laing am 14. November 2008 zog er sich vom MMA zurück. Er bestritt außerdem zwei siegreiche Muay-Thai-Kämpfe.
Nachdem er 2009 im Kurzfilm Come Home Soon als Schauspieler debütierte, folgten 2011 Rollen in den Fernsehfilmen Finding a Family und Possessing Piper Rose. 2012 übernahm er eine der Hauptrollen des Wyatt Foster im Katastrophenfilm Der Supersturm – Die Wetter-Apokalypse. Außerdem hatte er Besetzungen in The Manzanis und Gregs Tagebuch 3 – Ich war’s nicht!. Er übernahm größere Serienrollen in den Fernsehserien Awkward – Mein sogenanntes Leben und Fear the Walking Dead. 2016 bekam er eine Nebenrolle in dem Thriller To Kill a Man – Kein Weg zurück. Ab demselben Jahr bis 2018 war er in insgesamt 34 Episoden in der Rolle des Trevor Holden in der Fernsehserie Travelers – Die Reisenden zu sehen. Dort kamen ihn seine Kenntnisse in Kampfsport zugute, da er in der Fernsehserie mehrere Handgreiflichkeiten durchlebt.

## Filmografie
- 2009: Come Home Soon (Kurzfilm)
- 2011: Finding a Family (Fernsehfilm)
- 2011: Possessing Piper Rose (Fernsehfilm)
- 2012: Der Supersturm – Die Wetter-Apokalypse (Seattle Superstorm, Fernsehfilm)
- 2012: The Manzanis (Fernsehfilm)
- 2012: Gregs Tagebuch 3 – Ich war’s nicht! (Diary of a Wimpy Kid: Dog Days)
- 2013: Destroyer (Kurzfilm)
- 2014: If You Ask Me To (Kurzfilm)
- 2014: New (Kurzfilm)
- 2014: A Cold Night in a Small Town (Kurzfilm)
- 2014–2015: Awkward – Mein sogenanntes Leben (Awkward., Fernsehserie, 5 Episoden)
- 2015: Fear the Walking Dead (Fernsehserie, 2 Episoden)
- 2015: The Submarine Kid
- 2016: Texas Heart
- 2016: To Kill a Man – Kein Weg zurück (Detour)
- 2016: Hello Destroyer
- 2016: Blowtorch
- 2016–2018: Travelers – Die Reisenden (Travelers, Fernsehserie, 34 Episoden)
- 2017: Die Angst in meinem Haus (Be Afraid)
- 2017: Sweet Virginia
- 2017: Keep Watching
- 2017: Hollow in the Land
- 2017: Never Steady, Never Still
- 2017: 12 Round Gun
- 2017: Brother (Kurzfilm)
- 2017: Gregoire
- 2017: Break Night
- 2018: American Animals
- 2019–2020: Letterkenny (Fernsehserie, 2 Episoden)
- 2020: Ramy (Fernsehserie, 2 Episoden)
- 2020: The Curse of Audrey Earnshaw
- 2020: Topside - Flucht ins Ungewisse (Topside)
- 2020: Like a House on Fire
- 2021: On the Count of Three
- 2024: The Penguin (Miniserie)
- 2024: Venom: The Last Dance

## MMA-Statistik
| Ergebnis   | Profi-Rekord | Gegner       | Datum             | Veranstaltung                | Methode                    | Runde | Zeit |
| ---------- | ------------ | ------------ | ----------------- | ---------------------------- | -------------------------- | ----- | ---- |
| Sieg       | 1-0          | Dan Hamilton | 5. September 2008 | UCF – Canadian Showdown      | TKO (Schläge)              | 2     | 4:16 |
| Niederlage | 1-1          | John Laing   | 14. November 2008 | RITC – Rumble in the Cage 32 | Aufgabe (Rear-Naked Choke) | 1     | 0:00 |